# HD 39881
HD 39881，又名BD+13 1036，SAO 95004、HR 2067，是一颗恒星，视星等为6.6，位于銀經194.16，銀緯-5.57，其B1900.0坐标为赤經5h 50m 20.4s，赤緯+13° -5.57′ 18″。